# Riekoperla darlingtoni
Riekoperla darlingtoni är en bäcksländeart som först beskrevs av Joachim Illies 1968.  Riekoperla darlingtoni ingår i släktet Riekoperla och familjen Gripopterygidae. IUCN kategoriserar arten globalt som sårbar. Inga underarter finns listade i Catalogue of Life.